# 紀元前54年
紀元前54年（きげんぜん54ねん）は、ローマ暦の年である。

## 他の紀年法
- 干支 : 丁卯
- 日本
  - 崇神天皇44年
  - 皇紀607年
- 中国
  - 前漢 : 五鳳4年
- 朝鮮
  - 新羅 : 赫居世4年
  - 檀紀2280年
- 仏滅紀元 : 490年
- ユダヤ暦 : 3707年 - 3708年

## できごと

### ローマ
- 執政官：アッピウス・クラウディウス・プルケルとルキウス・ドミティウス・アヘノバルブス
- ガリア戦争
  - 7月 - ガイウス・ユリウス・カエサルが第二次ブリタンニア遠征を行い、カッシウェラウヌスを降伏させた。
  - アンビオリクスがガリアで反乱を起こした。
- グナエウス・ポンペイウスがローマで最初の常設の劇場を作った。
- マルクス・リキニウス・クラッススがプロコンスルとしてシリアに到着した。
- 小オクタウィアとガイウス・クラウディウス・マルケッルス・ミノルが結婚した。
- カエサルの娘ユリアが死去し、第一回三頭政治の崩壊が始まった。

## 誕生
- 大セネカ、ローマの修辞学者（+ 紀元前39年）
- ティブッルス、ローマの詩人（+ 紀元前19年）

## 死去
- ガイウス・ウァレリウス・カトゥルス、ローマの詩人（* 紀元前84年）
- 霍成君、前漢の皇帝
- ユリア、カエサルの娘（* 紀元前83年/紀元前82年）
- ルキウス・ウァレリウス・フラックス、プラエトル
- ミトラダテス3世、パルティア王